# Polygonatum sibiricum
Polygonatum sibiricum är en sparrisväxtart som beskrevs av François Delaroche. Polygonatum sibiricum ingår i släktet ramsar, och familjen sparrisväxter. Inga underarter finns listade i Catalogue of Life.